# 铜城闸站
铜城闸站是一个淮南线上的铁路车站，位于安徽省马鞍山市含山县铜闸镇，建于1935年，目前为四等站，邮政编码为238101。车站由上海局集团合肥车务段管辖，目前不办理客运业务，货运办理整车货物发到；危险货物仅办理农药、化肥发到；同时车站为芜湖铁路枢纽的前方站，缓解枢纽内部的接发压力。
2017年车站至郑蒲港的铁路专用线开工，全长约38.8公里，为此车站重建站房。